# Caral-Supe-civilisationen

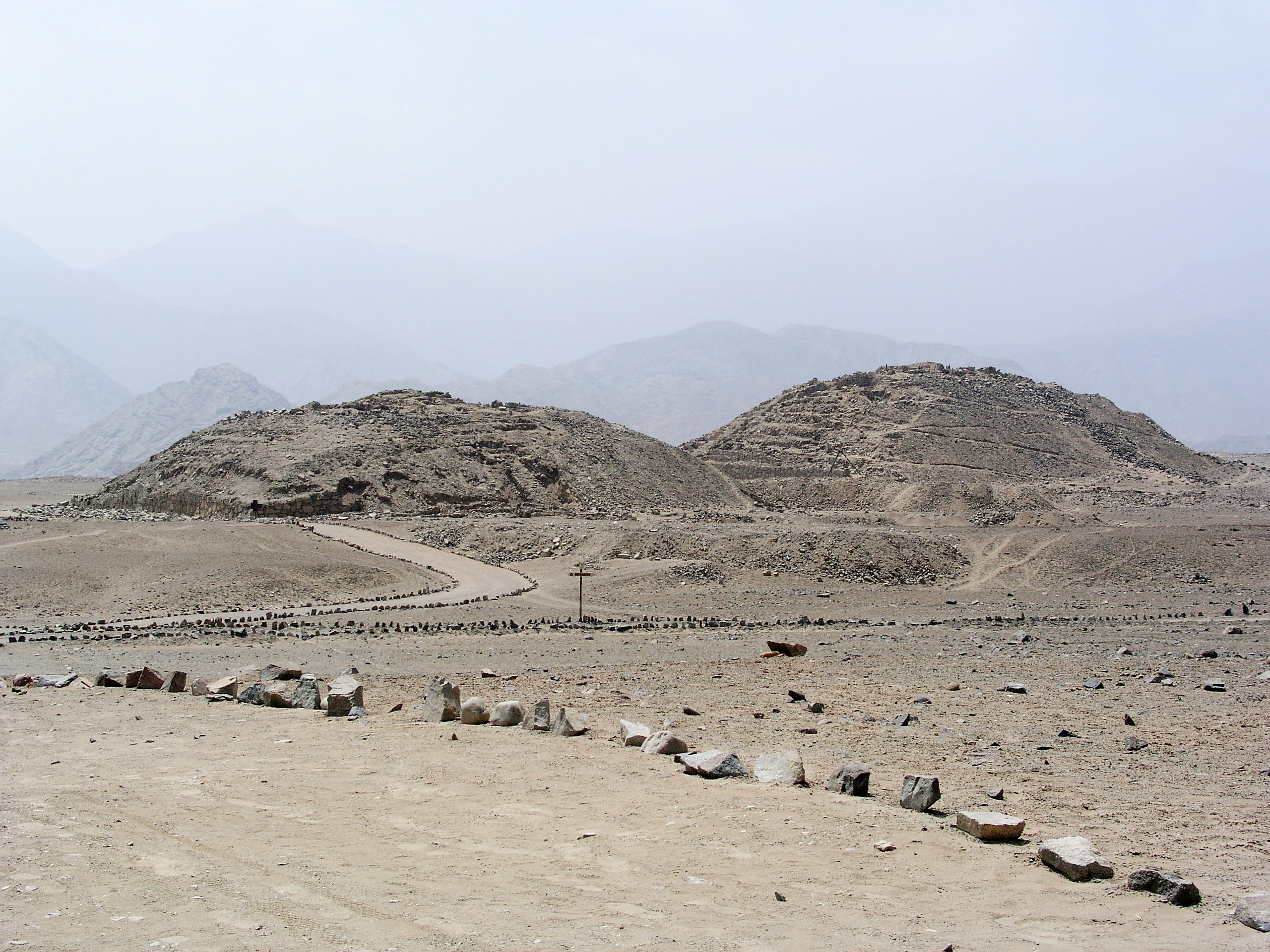
Rester av pyramider i Caral

Caral-Supe-civilisationen (också kallad Norte Chico-civilisationen) var en högtstående förkolumbiansk kultur som innefattade så många som 30 större befolkningscentra i vad som nu är området "Norra Chico" ("Norte Chico") längs norra-mittersta kustområdena i Peru.
Det är den äldsta kända civilisationen i Amerika, och blomstrade mellan 30:e och 18:e århundradet före vår kronologi. Namnet Caral-Supe, kommer från Den heliga staden Caral i Supe-dalen, en vidsträckt och välstuderad Norte Chico-plats. Den peruanske arkeologen Ruth Shady tillkännagav platsens existens för första gången 1997, då hon började göra arkeologiska utgrävningar på platsen.
Området, där civilisationen uppstod, motsvarar den nord-centrala delen av Peru, som består av dalgångar längs kusten: Santa, Nepeña, Sechín, Culebras, Huarmey, Fortaleza, Pativilca, Supe, Huaura, Chancay och Chillón; dalgångar i Anderna vid Huaylas och Conchucos, tillsammans med högplatån vid Junín, och flodområdena för floderna Marañón, Huallaga och huvudflödena till Ucayali.